# چارلی دیسی
چارلی دیسی (انگلیسی: Charlie Deacey; ۶ اکتبر ۱۸۸۹ – ۱۹۵۲ (۶۲−۶۳ سال)) بازیکن فوتبال بود.
از باشگاه‌هایی که در آن بازی کرده‌است می‌توان به باشگاه فوتبال وست برومویچ آلبیون و باشگاه فوتبال گریمزبی تاون اشاره کرد.